# Kawakita Filmmuseum

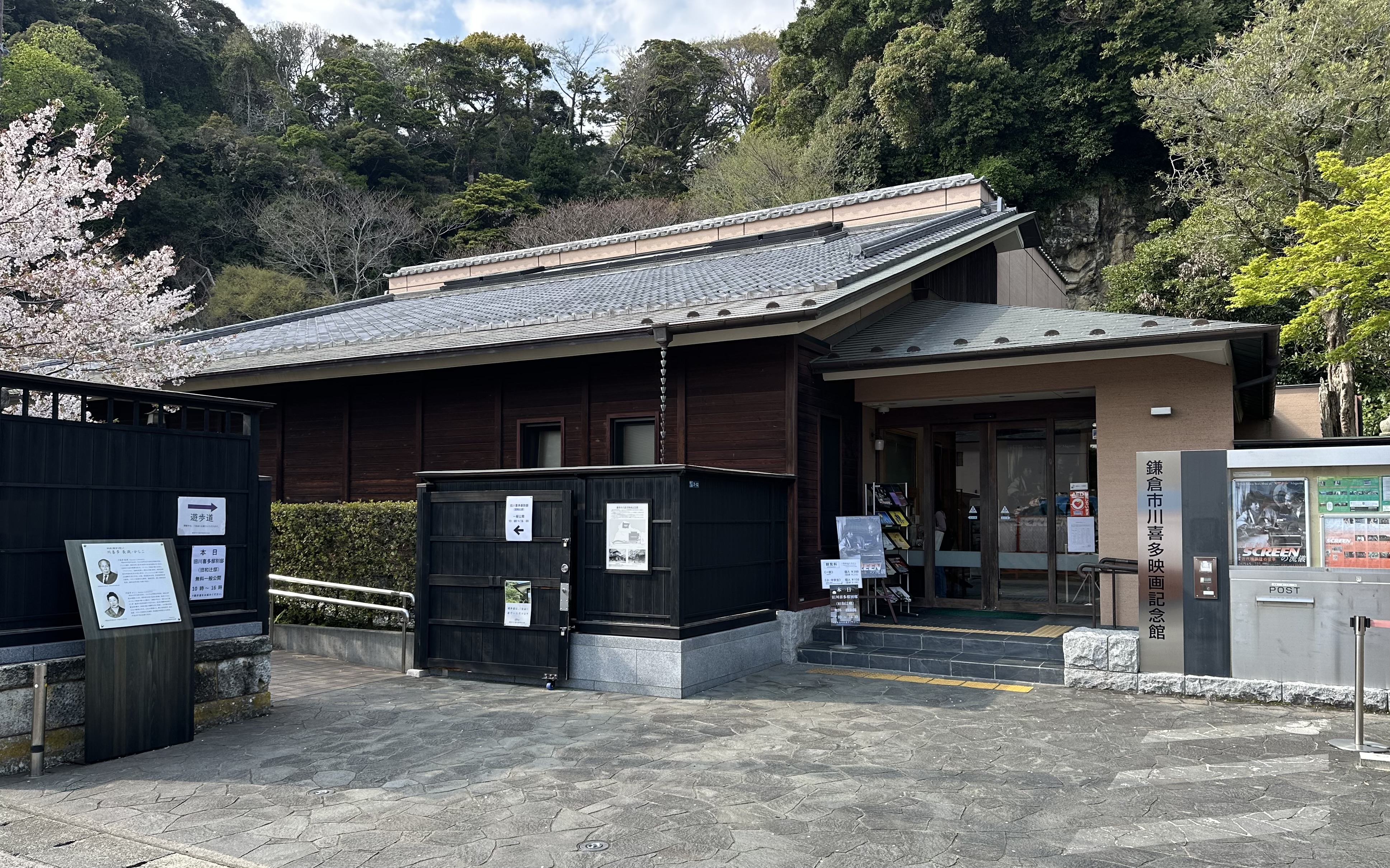
Kawakita Filmmuseum, 2025

Das Kawakita Filmmuseum (japanisch 鎌倉市川喜多映画記念館) ist ein Filmmuseum in Kamakura in Japan.

## Lage
Der Museum befindet sich im nördlichen Teil des Zentrums von Kamakura, an der Adresse 18 Ichibancho Chiyoda-ku Kamakura, Kanagawa.

## Gestaltung und Geschichte
Das Museum wurde im April 2010 auf dem ehemaligen Grundstück des Ehepaares Nagamasa und Kashiko Kawakita eröffnet. Die Kawakitas betrieben ein Unternehmen, welches ausländische Filme nach Japan importierte, setzten sich aber auch für japanische Filme im Ausland ein und waren stark für das Filmwesen engagiert. Nachdem Nagamasa 1981 verstorben war, führte Kashiko Kawakita die Initiativen weiter. Sie gründete eine Stiftung, die auch nach ihrem Tod im Jahr 1993 die Arbeit für die Filmkultur fortsetzte.
Das Museumsgebäude ist im Sukiya-Stil gestaltet. Im Museum wird eine Dauerausstellung zum Wirken des Ehepaars Kawakita gezeigt. Hinzu kommen Sonderausstellungen zu unterschiedlichen Themen. Dabei werden Materialien zu Filmen gezeigt. Es finden aber auch dazu passende Filmvorführungen, Vorträge und Workshops statt.
Die Bibliothek des Hauses umfasst eine Vielzahl von Büchern, Zeitschriften und Materialien sowohl auf Japanisch als auch fremdsprachige Bücher zu japanischen Filmen.